# 藍星安迪蘇
藍星安迪蘇股份有限公司，簡稱藍星安迪蘇股份和藍星安迪蘇（英語：Bluestar Adisseo Company，上交所：600299）。
藍星安迪蘇營養集團有限公司是一家飼料添加劑生產商，是全球主要的蛋氨酸生產商之一，在法國、西班牙及美國設有生產設施。
藍星安迪蘇的前身為法資公司安迪蘇，2006年被中國化工集團公司旗下的藍星集團以4億歐元收購，重組成藍星安迪蘇。私募基金百仕通其後購入藍星集團兩成股權。
2010年11月，藍星安迪蘇以3.5至5.25港元招股上市，計劃集資最多120.7億港元。其後，藍星安迪蘇因市況不佳而擱置上市。
2015年10月28日，母公司藍星集團以發行2,107,341,862股，最初發行價格為4.08元人民幣，其後增加至13.5元人民幣和發行51,851,851股，而集資額為6.93億元人民幣（扣除发行费用700萬元人民幣之前為7億元人民幣），是用作注入當時上市公司蓝星化工新材料股份有限公司。

## 外部連結
- bluestar-adisseo.com.hk （页面存档备份，存于）
- bluestar-adisseo.com （页面存档备份，存于）
- 安迪苏公司介紹
- 藍星安迪蘇招股章程 （页面存档备份，存于）